# اچ‌ام‌اس سافو (۱۸۳۷)
اچ‌ام‌اس سافو (۱۸۳۷) (به انگلیسی: HMS Sappho (1837)) یک کشتی بود که طول آن ۷۸ فوت ۷ اینچ (۲۳٫۹۵ متر) بود. این کشتی در سال ۱۸۳۷ ساخته شد.